# Муравка (Бєлгородська область)
Муравка (рос. Муравка) — хутір у Губкінському районі Бєлгородської області Російської Федерації.
Населення становить 64  особи. Входить до складу муніципального утворення Губкінський міський округ, Чуєвська територіальна адміністрація.

## Історія
Населений пункт розташований у східній частині української суцільної етнічної території — східній Слобожанщині.
Згідно із законом від 20 грудня 2004 року № 159 від у 2004—2007 роках органом місцевого самоврядування було Чуєвське сільське поселення.

## Населення
| 2002 | 2010 | 2011 | 2013 | 2015 | 2016 |
| ---- | ---- | ---- | ---- | ---- | ---- |
| 102  | ↘86  | ↘68  | ↘64  | ↗66  | ↘64  |